# Christian Henn
Christian Henn, född den 11 mars 1964 i Heidelberg, Tyskland, är en västtysk tävlingscyklist som tog OS-brons i linjeloppet vid olympiska sommarspelen 1988 i Seoul. 